# فرآیندهای تولید چرم

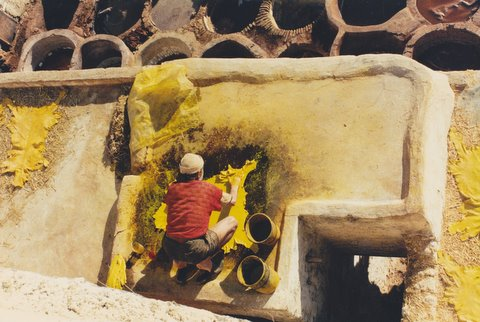
یک کارگر دباغی در مراکش.

فرآیند تولید چرم به سه فرآیند فرعی تقسیم می شود: مراحل آماده سازی، دباغی و پوسته سازی. تمام چرم های واقعی تحت این فرآیندهای فرعی قرار می گیرند. یک فرآیند فرعی دیگر، پوشش سطح ممکن است به دنباله اضافه شود. لیست عملیاتی که چرم ها متحمل می شوند بسته به نوع چرم متفاوت است.

## فرآیندهای فرعی

### مراحل مقدماتی
مراحل آماده سازی زمانی است که پوست/پوست برای دباغی آماده می شود. در طی مراحل آماده سازی، بسیاری از اجزای ناخواسته پوست خام حذف می شوند. گزینه های زیادی برای پیش درمان پوست وجود دارد. ممکن است همه گزینه ها اجرا نشوند. مراحل آماده سازی ممکن است شامل موارد زیر باشد:
- حفظ - پوست/پوست با روشی درمان می‌شود که آن را موقتاً غیرقابل تغییر می‌کند.
- خیساندن - آب برای اهداف شستشو یا آبرسانی مجدد وارد می شود.
- آهک کردن - پروتئین های ناخواسته و "باز شدن" به دست می آید.
- رفع موهای زائد - اکثر موها برداشته می شوند.
- کندن گوشت - مواد زیر جلدی برداشته می شود.
- تقسیم - پوست / پوست به دو یا چند لایه افقی بریده می شود.
- از بین بردن پوست - پوست/پوست بیشتر تحت درمان قرار می گیرد تا به "باز شدن" بیشتر یا حذف بیشتر پروتئین دست یابد.
- جداسازی - مواد شیمیایی آهک زدایی و رفع مو از پوسته حذف می شوند.
- باتینگ - پروتئین‌های پروتئولیتیک برای حذف پروتئین‌های بیشتر و کمک به نرم شدن پوست به پوست معرفی می‌شوند.[۲]
- چربی‌زدایی - چربی‌ها/روغن‌های طبیعی از پوست/پوست پاک می‌شوند یا تا آنجا که ممکن است.[۳]
- فر کردن - برداشتن فیزیکی لایه چربی داخل پوست.[۴] همچنین شبیه Slicking است.
- بلیچینگ - اصلاح شیمیایی رنگدانه های تیره برای ایجاد پوسته رنگ روشن تر.
- اسیدی کردن - کاهش مقدار pH به ناحیه اسیدی. باید در حضور نمک انجام شود. ترشی معمولاً برای کمک به نفوذ برخی از عوامل دباغی مانند کروم (و سایر فلزات)، آلدهیدی و برخی عوامل دباغی پلیمری انجام می شود.

- ضد اسیدی کردن - افزایش PH از ناحیه اسیدی برای کمک به نفوذ برخی عوامل برنزه کننده.

## دباغی کردن

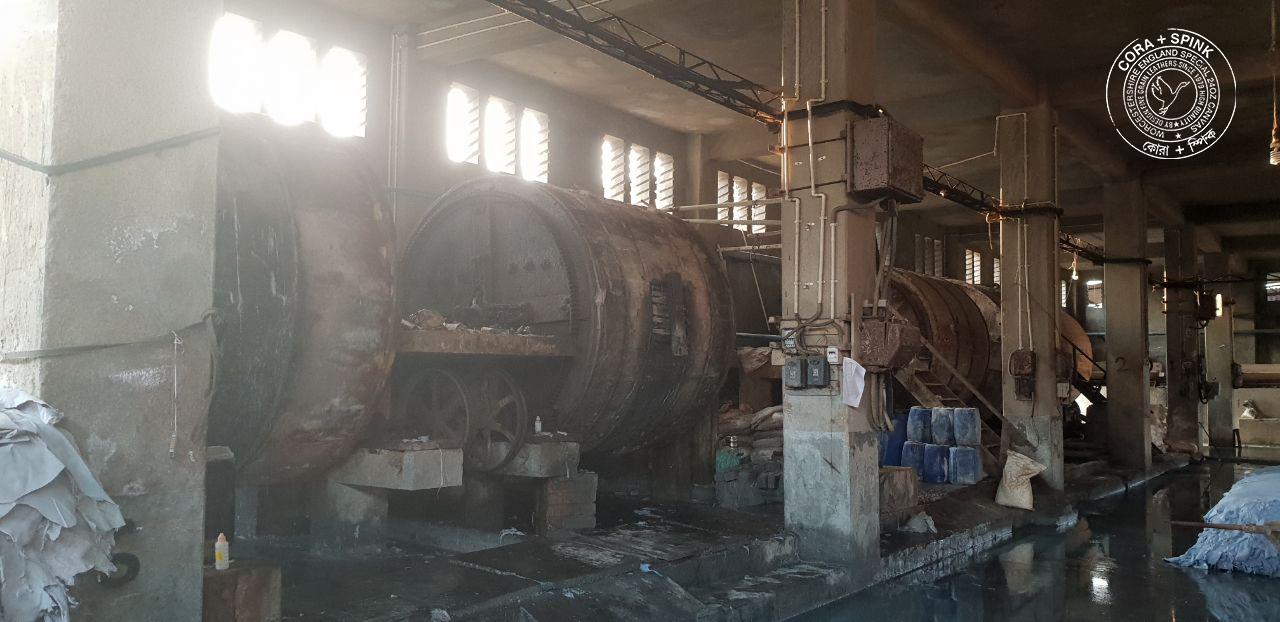
بشکه برای دباغی چرم

دباغی فرآیندی است که پروتئین پوست یا پوست خام را به ماده ای پایدار تبدیل می کند که گندیده نمی شود و برای طیف گسترده ای از کاربردهای نهایی مناسب است. تفاوت اصلی بین پوست خام و پوست دباغی شده در این است که پوست خام خشک می شود و یک ماده انعطاف ناپذیر سخت تشکیل می دهد که می تواند در صورت خیس شدن مجدد (خیس شدن پشت) گندیده شود، در حالی که مواد دباغی شده خشک می شوند و به شکل انعطاف پذیری تبدیل می شوند که پس از خیس شدن گندیده نمی شوند. . می توان از تعداد زیادی روش و مواد مختلف برنزه استفاده کرد. انتخاب در نهایت به کاربرد نهایی چرم بستگی دارد. متداول ترین ماده برنزه کننده کروم است که پس از دباغی، رنگ آبی کم رنگ را به چرم می بخشد (به دلیل کروم بودن)، این محصول را معمولاً «آبی مرطوب» می نامند.

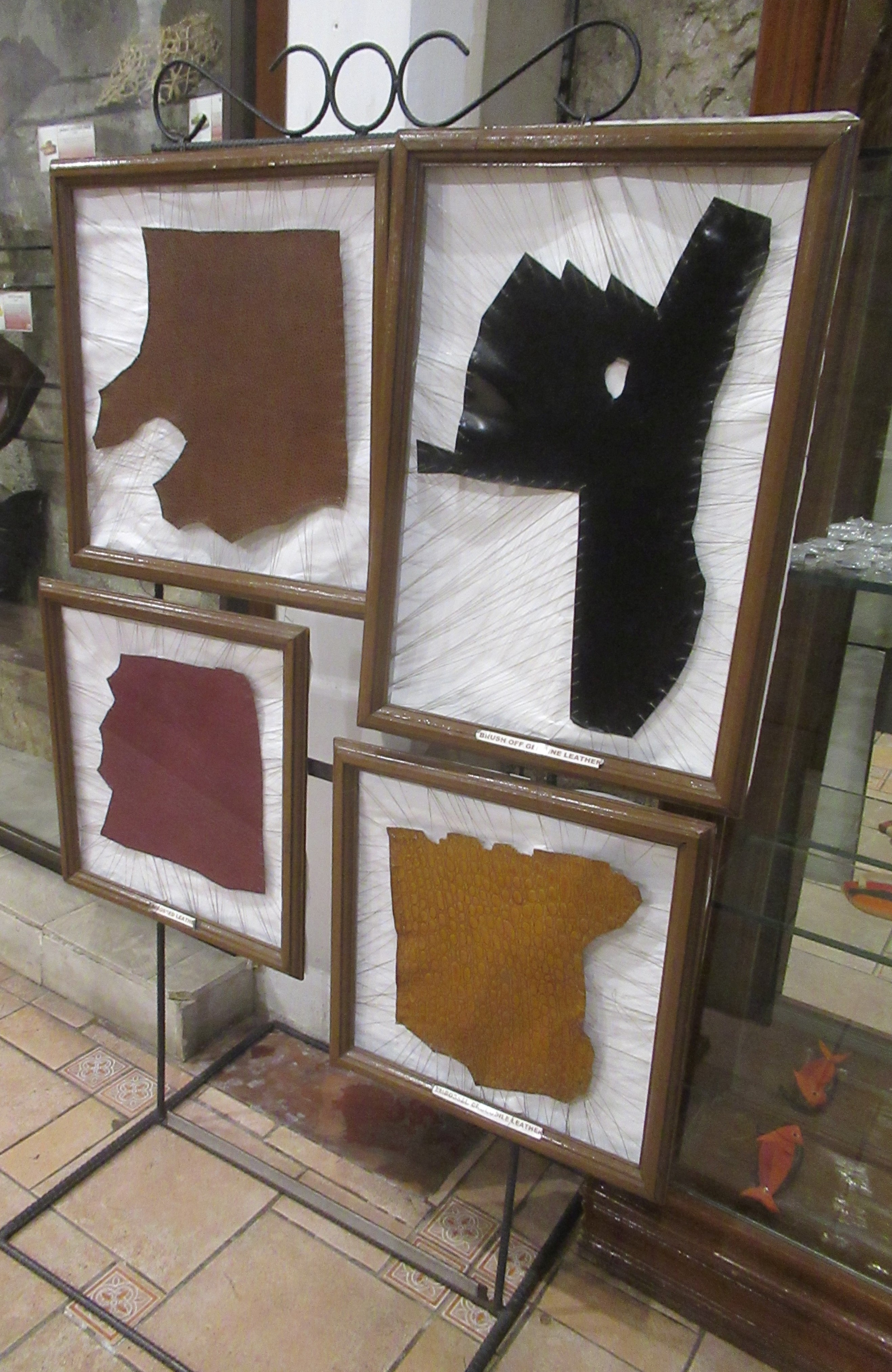
موزه کفش ماریکینا در فیلیپین

اسیدیته پوست پس از اتمام ترشی معمولاً بین PH 2.8-3.2 خواهد بود. در این مرحله پوست ها در یک طبل بارگذاری می شوند و در شناور حاوی مشروب دباغی غوطه ور می شوند. پوست ها اجازه دارند خیس بخورند (در حالی که طبل به آرامی حول محور خود می چرخد) و مشروب دباغی به آرامی از طریق ماده کامل پوست نفوذ می کند. با برش مقطع پوست و رعایت درجه نفوذ، بررسی های منظم برای مشاهده نفوذ انجام می شود. هنگامی که درجه یکنواختی از نفوذ مشاهده شد، pH شناور به آرامی در فرآیندی به نام پایه سازی افزایش می یابد. این فرآیند پایه سازی، مواد دباغی را روی چرم ثابت می کند و هر چه مواد دباغی بیشتر ثابت شود، پایداری گرمابی و افزایش مقاومت دمایی چرم در برابر انقباض بیشتر می شود. PH چرم در هنگام دباغی با کروم معمولاً بین 3.8 و 4.2 به پایان می رسد.

## پوسته شدن
پوسته شدن زمانی است که پوست/پوست نازک، دباغی و روانکاری می شود. اغلب یک عملیات رنگ آمیزی در فرآیند فرعی پوسته سازی گنجانده می شود. مواد شیمیایی اضافه شده در طول پوسته شدن باید در جای خود ثابت شوند. اوج فرآیند فرعی پوسته زنی، عملیات خشک کردن و نرم شدن است. پوسته زنی ممکن است شامل عملیات زیر باشد:

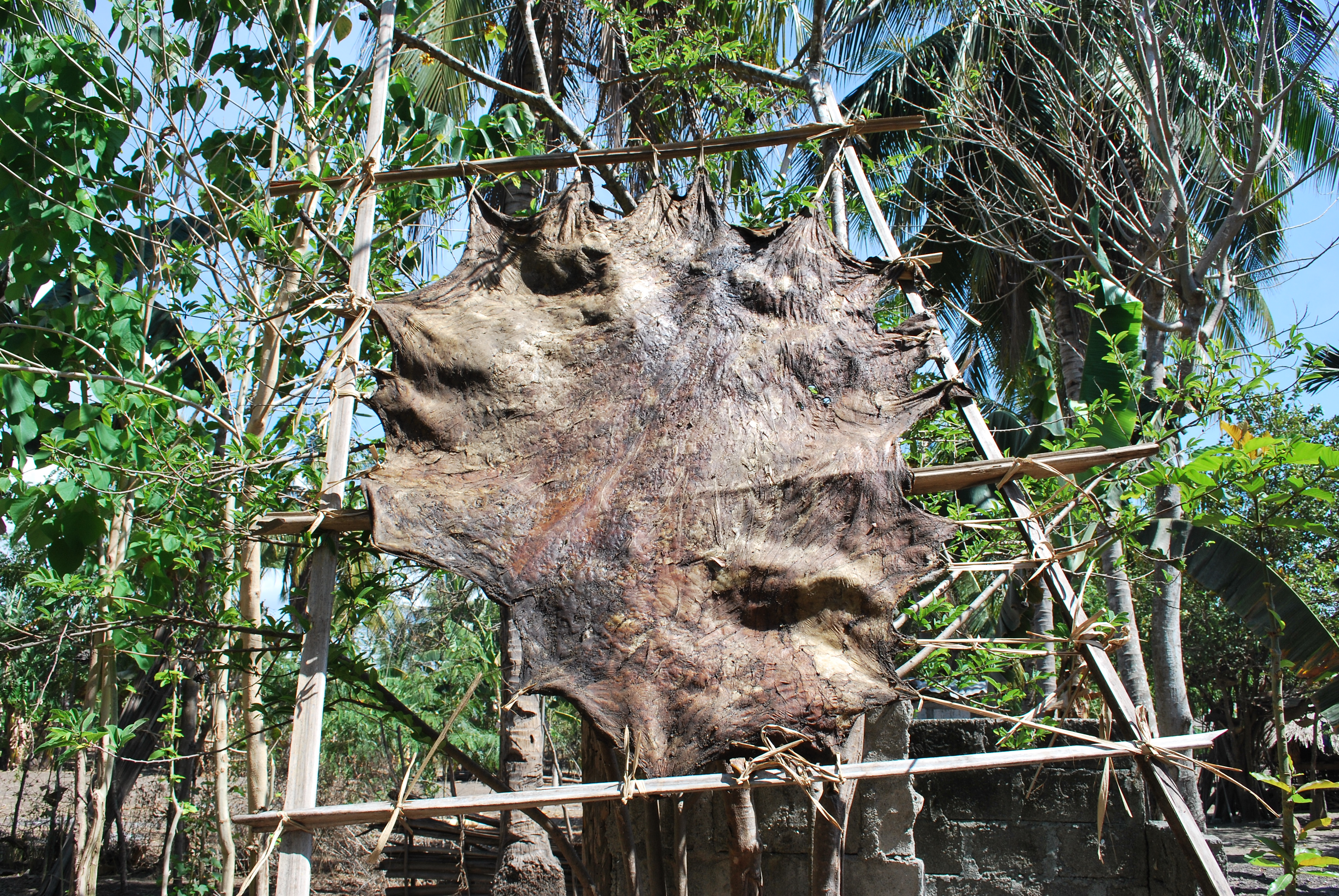
خشک‌کردن چرم در سوآی، تیمور شرقی

- پشت خیس کردن-چرم نیمه فرآوری شده دوباره هیدراته می شود.
- sammying- آب از چرم فشرده می شود.(45-55%)
- تقسیم - چرم به یک یا چند لایه افقی تقسیم می شود.
- اصلاح - چرم با استفاده از دستگاهی نازک می شود که الیاف چرم را جدا می کند.
- خنثی سازی - pH چرم بین 4.5 تا 6.5 تنظیم می شود.
- دباغی مجدد - عوامل برنزه کننده اضافی برای ایجاد خواص اضافه می شوند.
- رنگرزی - چرم رنگی است.
- چربی‌ساز - چربی‌ها/روغن‌ها و موم‌ها به الیاف چرم چسبانده می‌شوند.
- پر کردن - مواد شیمیایی سنگین/ متراکم که چرم را سخت تر و سنگین تر می کند اضافه می شود.
- چاشنی - چربی/روغن و موم بین الیاف اضافه می شود.
- جداسازی - تانن های ثابت شده سطحی حذف می شوند.
- سفید کردن - رنگ چرم روشن می شود.
- تثبیت - همه مواد شیمیایی غیرمحصولی از نظر شیمیایی به هم چسبیده/به دام افتاده یا از چرم جدا می شوند
- تنظیم - منطقه، صافی دانه ایجاد می شود و آب اضافی حذف می شود.
- خشک کردن - چرم تا سطوح مختلف رطوبت (معمولاً 14-25٪) خشک می شود.
- تهویه - آب به سطح 18-28٪ به چرم اضافه می شود.
- نرم شدن - نرم شدن فیزیکی چرم با جدا کردن الیاف چرم.
- سایش - سایش سطوح چرم برای کاهش عیوب چرت یا دانه.

## پوشش سطح
برای برخی از چرم ها یک پوشش سطحی اعمال می شود. دباغ ها به این کار به عنوان تکمیل اشاره می کنند. عملیات تکمیل ممکن است شامل موارد زیر باشد:
- روغن کاری
- برس زدن
- لایه گذاری
- تلقیح
- هم زدن
- سمپاشی
- پوشش غلتکی
- پوشش پرده
- جلا دادن
- آبکاری
- نقش برجسته
- اتو کردن
- برس زنی (روی مو)
- لعاب دادن

## مدیریت تولید
فرآیند ساخت چرم به طور کلی به پردازش دسته ای محدود می شود، اما اگر فرآیند فرعی پوشش سطح اضافه شود، می توان برخی از پردازش های مداوم را نیز در نظر گرفت. جریان عملیات باید از ترتیب آماده سازی → دباغی → پوسته زنی → پوشش سطحی بدون انحراف پیروی کند، اما برخی از فرآیندهای فرعی را می توان برای ساختن چرم های خاص (یا محصولات جزئی دباغی/ دباغی نشده) حذف کرد.

## اثرات زیست محیطی
علاوه بر سایر اثرات زیست محیطی چرم، فرآیندهای تولید اثرات زیست محیطی بالایی دارند، به ویژه به دلیل:
- استفاده زیاد از مواد شیمیایی آلاینده در فرآیند دباغی
- آلودگی هوا به دلیل فرآیند تبدیل (سولفید هیدروژن در طول حذف مو و آمونیاک در طول حذف، بخارات حلال).

یک تن پوست یا پوست به طور کلی منجر به تولید 20 تا 80 متر مکعب فاضلاب کدر و بدبو می شود که شامل سطوح کروم 100 تا 400 میلی گرم در لیتر، سطوح سولفید 200 تا 800 میلی گرم در لیتر و سطوح بالای چربی و سایر مواد زائد جامد و همچنین آلودگی قابل توجه بیماری زا. آفت کش ها نیز اغلب برای حفاظت از پوست در طول حمل و نقل اضافه می شوند. با ضایعات جامد که تا 70 درصد وزن مرطوب پوست اصلی را تشکیل می دهند، فرآیند دباغی فشار قابل توجهی بر تاسیسات تصفیه آب وارد می کند.
دباغی به ویژه در کشورهایی که هنجارهای محیطی ضعیف هستند، مانند هند - سومین تولیدکننده و صادرکننده چرم در جهان، آلاینده است. برای مثالی از یک سیستم کارآمد پیشگیری از آلودگی، بار کروم در هر تن تولید شده به طور کلی از 8 کیلوگرم به 1.5 کیلوگرم کاهش می یابد. انتشار VOC معمولاً از 30 کیلوگرم در تن به 2 کیلوگرم در تن در یک تأسیسات مدیریت شده به درستی کاهش می یابد. به وضوح، این فرآیند همچنان بسیار آلوده کننده است. بررسی کاهش بار آلودگی کل قابل دستیابی بر اساس سازمان توسعه صنعتی ملل متحد داده های دقیقی را در مورد کاهش قابل دستیابی از طریق روش های پیشرفته کم ضایعات اثبات شده صنعتی ارسال می کند، در حالی که اشاره می کند که «حتی اگر بار آلودگی کروم را می توان کاهش داد. 94٪ در معرفی فن آوری های پیشرفته، حداقل بار باقیمانده 0.15 کیلوگرم بر تن پوست خام همچنان می تواند در هنگام استفاده از محل های دفن زباله و کمپوست سازی لجن حاصل از تصفیه فاضلاب به دلیل مقررات فعلی در برخی کشورها مشکلاتی ایجاد کند. »
در کانپور، شهر خودخوانده چرم جهان و شهری با 3 میلیون نفر در حاشیه رودخانه گنگ، سطح آلودگی به حدی بود که با وجود بحران صنعتی، هیئت کنترل آلودگی تصمیم به پلمپ 49 را گرفت. دباغی با آلودگی بالا از 404 کارخانه در جولای 2009. برای مثال، در سال 2003، واحد دفع پساب دباغی اصلی روزانه 22 تن زباله جامد مملو از کروم را در فضای باز می ریخت.
هزینه بالاتر مربوط به تصفیه پساب در مقایسه با تخلیه پساب تصفیه نشده منجر به تخلیه محیطی برای کاهش هزینه ها می شود. به عنوان مثال، در کرواسی در سال 2001، کاهش آلودگی مناسب 70 تا 100 دلار در تن پوست خام که در مقابل 43 دلار آمریکا به ازای هر تن به دلیل رفتار غیرمسئولانه فرآوری شده بود، هزینه شد.
به نظر می رسد هیچ مطالعه کلی وجود نداشته باشد، اما اخبار فعلی مملو از نمونه های مستند از تخلیه پساب تصفیه نشده است. برای مثال، در نوامبر 2009، مشخص شد که یکی از شرکت‌های اصلی تولید چرم اوگاندا، فاضلاب خود را مستقیماً در تالاب مجاور دریاچه ویکتوریا می‌ریزد.
با این وجود، چندین محقق روش‌های پردازش چرم تمیزتر را برای کاهش اثرات زیست‌محیطی پردازش چرم معمولی و کاهش بار پردازش انتهای لوله توسعه داده‌اند. آنها شامل سیستم های نگهداری بدون نمک، فرآیندهای حذف مو با سولفید کم با کمک آنزیم، باز کردن فیبر آنزیمی بدون مواد شیمیایی، سیستم های حذف کننده بدون آمونیاک، فرآیند دباغی کروم بدون اسیدی کردن، فناوری برنزه کردن کروم بدون آب، روش‌های دباغی بدون کروم، سنتان‌های بدون فرمالدئید و سیستم‌های تکمیل بدون حلال هستند. برخی از این فرآیندها مقبولیت تجاری پیدا کرده اند.